# Ксант
Ксант (грч. Ξάνθος) је у грчкој митологији било име више личности.

## Митологија
- Један од божанских бесмртних коња[1], пород Зефира и Подарге. Балија и Ксанта је Посејдон дао Пелеју као свадбени дар. Касније су припали Ахилу. Након Ахилове смрти или их је узео Посејдон или су мојре одлучиле да служе и Ахиловог сина Неоптелема, иако су коњи желели да оду далеко од људи. Према неким предањима они су били титани који су прешли на страну богова, па је тако Балије стао на Посејдонову страну, а против својих титана. Како их титани не би препознали, богови су их претворили у коње.[2]
- Назив још једног коња, односно кобиле коју је поседовао Диомед и која је јела људско месо. Њу и друге такве коње је савладао Херакле, јер му је Еуристеј наложио да их доведе у Микену. Описани су као дивљи и веома јаки коњи, који су због тога били везивани гвозденим ланцима, а храну су јели из месинганих корита. Херакле је најпре победио коњушара, а потом је повео кобиле до обале, где су га Бестонијанци (који су иначе коњима давали месо убијених странаца) напали. У том окршају је његов пратилац Абдер изгубио живот, али зато што су га убили коњи које му је Херакле тада поверио на чување док се бори. Сам Херакле се одбранио и према једном предању, убио је Диомеда и бацио га његовим коњима који су га појели. Задовољивши њихову глад, могао је боље да их контролише, па је успео да их доведе у Микену. Тамо их је Еуристеј ослободио и они су отишли на планину Олимп, где су их уништиле дивље звери.[3][4]
- Птолемијев син[5], последњи тебански краљ кога је убио Андропомп или његов син Мелант.[6] Након његове смрти, Тебанци су одлучили да је боље да управљање градом врши више личности, него да власт има само један човек.[7] Хронолошки, он припада гвозденом добу (1100. п. н. е.) и догађају означеном као „повратак Хераклида”.[8]
- Име речног бога Скамандара, како су га звали богови.[9] Под овим именом, он је био Зевсов син.[10]
- Паусанија наводи Ксанта као Еримантовог сина и Псофидиног оца.[6]
- Један од Панових синова, чија мајка није позната.[11]
- Према Хомеру, Фенопсов син и Тоонов брат, кога је у тројанском рату убио Диомед.[6]
- Према Хигину био је Египтов син, ожењен Данаидом Аркадијом.[12]
- Ксант, краљ Термере, на чији двор је побегао Аптер, након што је убио Ликаста.[13]
- Триопов и Ореасисин син који је владао Пелазгијцима на Аргосу, али је касније отишао на острво Лезбос.[6]